# 3X3
3X3 je EP album britanskog sastava Genesis. 

## Popis pjesama
Strana A
1. "Paperlate"  – 3:20
2. "You Might Recall"  – 5:30

Strana B
1. "Me and Virgil" – 6:18

## Izvođači
- Phil Collins - vokal, bubnjevi, udaraljke
- Tony Banks - klavijature
- Mike Rutherford - gitara, bas-gitara